# Go! Mokulele
Go! Mokulele fue una aerolínea que operó vuelos interinsulares dentro del estado de Hawái. La compañía nació fruto de la colaboración entre Mesa Airlines y Mokulele Airlines, creada en octubre de 2009 cuando ambas compañías decidido fusionar sus filiales regionales, Go! y Mokulele Airlines en una sola.  Mesa Air Group poseía el 75% de la compañía, mientras que Republic Airways Holdings y otros accionistas de Mokulele poseían el 25%. La aerolínea tenía su sede en Honolulu, condado de Honolulú.
Go! Mokulele no poseía su propio certificado de operador aéreo. En su lugar los vuelos eran operados bajo el código de dos aerolíneas independientes propiedad de Mesa y Republic.  Mesa Airlines operaba los aviones Bombardier CRJ-200, mientras que Mokulele Airlines de Republic operaba la Cessna 208B Grand Caravan como Mokulele Express.

## Antiguos destinos

### Operados por Mesa Airlines
Mesa Airlines operaba vuelos a través de Go! Mokulele a los siguientes destinos:
| País           | Destinos | Aeropuertos                               |
| -------------- | -------- | ----------------------------------------- |
| Estados Unidos | Hilo     | Aeropuerto Internacional de Hilo          |
| Estados Unidos | Honolulu | Aeropuerto Internacional Daniel K. Inouye |
| Estados Unidos | Kahului  | Aeropuerto de Kahului                     |
| Estados Unidos | Kailua   | Aeropuerto Internacional de Kona          |
| Estados Unidos | Lihue    | Aeropuerto de Lihue                       |

### Operados por Mokulele Airlines
Mokulele Airlines operaba vuelos a través de Go! Mokulele bajo el nombre de Mokulele Express a los siguientes destinos:
| País           | Destinos | Aeropuertos                               |
| -------------- | -------- | ----------------------------------------- |
| Estados Unidos | Honolulu | Aeropuerto Internacional Daniel K. Inouye |
| Estados Unidos | Kahului  | Aeropuerto de Kahului                     |
| Estados Unidos | Kailua   | Aeropuerto Internacional de Kona          |
| Estados Unidos | Lanai    | Aeropuerto de Lanai                       |
| Estados Unidos | Molokai  | Aeropuerto de Molokai                     |

## Flota histórica
| Aeronaves                 | Total | Introducido | Retirado | Notas                          |
| ------------------------- | ----- | ----------- | -------- | ------------------------------ |
| Bombardier CRJ-200        | 5     | 2009        | 2012     | Operados por Mesa Airlines     |
| Cessna 208B Grand Caravan | 4     | 2009        | 2012     | Operados por Mokulele Airlines |